# موش سرکوب‌شده

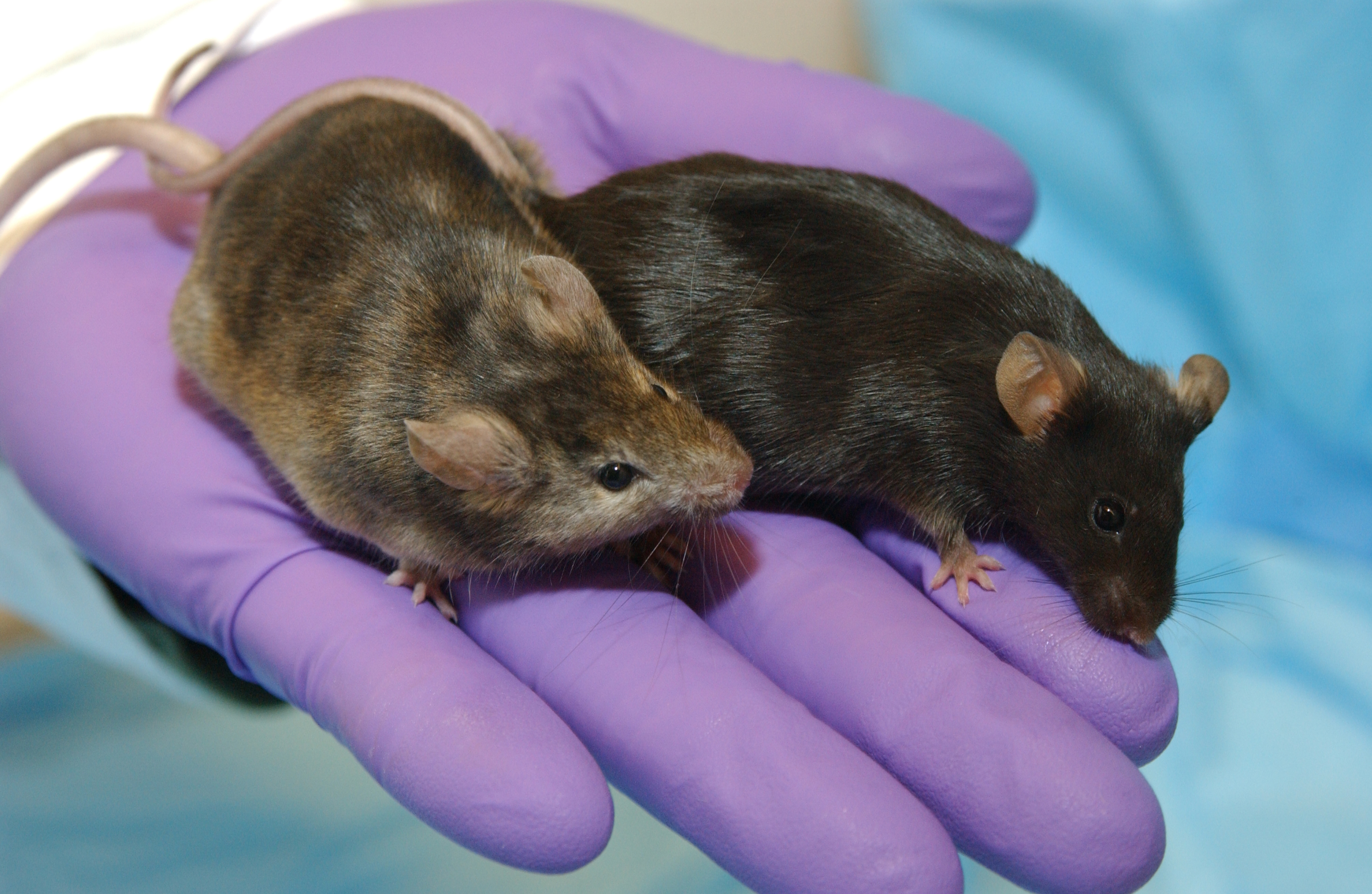
یک موش آزمایشگاهی که در آن ژن مؤثر بر رشد مو از بین رفته است (سمت چپ) در کنار یک موش آزمایشگاهی معمولی نشان داده شده است.

موش سرکوب‌شده ژنتیکی یا موش ناک اوت (به انگلیسی: Knockout mouse)، یک موش اصلاح‌شده ژنتیکی (Mus musculus) است که در آن پژوهشگران یک ژن موجود را با جایگزین کردن آن یا مختل کردن آن با یک قطعه مصنوعی دی‌ان‌ای غیرفعال یا «سرکوب ژن» کرده‌اند. آنها مدل‌های جانوری مهمی برای مطالعه نقش ژن‌هایی هستند که توالی‌یابی شده‌اند اما کارکرد آنها مشخص نشده است. با غیرفعال کردن یک ژن خاص در موش و دیدن هر گونه تفاوت با رفتار طبیعی یا فیزیولوژی، پژوهشگران می‌توانند کارکرد احتمالی آن را استنباط کنند.
موش‌ها در حال حاضر گونه‌های جانوری آزمایشگاهی هستند که نزدیک‌ترین گونه به انسان‌ها مرتبط هستند و می‌توان تکنیک حذف را به راحتی برای آنها اعمال کرد. آنها به‌طور گسترده‌ای در آزمایش‌های حذفی، به ویژه آنهایی که به بررسی پرسش‌های ژنتیک مربوط به فیزیولوژی انسانی می‌پردازند، استفاده می‌شوند. حذف ژن در موش‌ها بسیار سخت‌تر است و تنها از سال ۲۰۰۳ امکان‌پذیر بوده است.